# Франсис Жам
Франсис Жам (на френски: Francis Jammes), френски писател и поет.

## Биография и творчество
Франсис Жам е роден на 2 декември 1868 г. в Турне, От Пирене, Франция. Учи в По и Бордо. Работил като помощник-нотариус.
Първата му книга със стихове е „Шест сонета“ (1891), последвана от „От утринната молитва до вечерната молитва“ (1898), „Траурът на игликите“ (1901), „Поезия“ (1901) „Просеки в небето“ (1906), „Християнски георгики“ (1911-1912) и др. Публикациите му са забелязани от Маларме и Андре Жид. От 1895 г. изцяло се посещава на литературата.
През 1901 г. се запознава и сближава с Пол Клодел, през 1905 г. под негово влияние се ориентира към католицизма, което намира отражение в творчеството му. През 1928 г. се запознава с Пол Валери. Кореспондира си с Клодел, Андре Жид, Реми дьо Гурмон, други символисти. Бил е близък на кръга около издателство „Меркюр дьо Франс“, в което обикновено печата книгите си.
Автор на книги със стихове, няколко романа („Поетът Жано“, 1928 и др.), драми, мемоари, есеистика. През втората половина от живота си издава „Избрани стихотворения“ (1922), „Моя Франция поетична“ (1926), „Извори“ (1936).
Умира на 1 ноември 1938 г. в Аспарен, Пирене Атлантик.

## На български
В България той е известен на литературните кръгове в началото на ХХ в. Харесван от Димчо Дебелянов, както може да се види в строфа от едно негово стихотворение, писано на фронта, а вероятно и от други български читатели.
През 1987 г. в България е издадена книгата му „Утринна благовест“ в превод на Гина Петрова и Йордан Янков.

### Поезия
- 1891: Six Sonnets[1]
- 1892: Vers,[1] също 1893 и 1894[2]
- 1895: Un jour[1]
- 1897: La Naissance du poète („Раждането на поета“)[1]
- 1898: Quatorze prières[1]
- 1898: De l'Angélus de l'aube à l'Angélus du soir („От утринната молитва до вечерната молитва“)[1]
- 1899: Le Poète et l'oiseau („Поетът и птицата“)[1]
- 1899: La Jeune Fille nue[1]
- 1900–1901: Le Triomphe de la vie[1]
- 1901: Le Deuil des primevères[2]
- 1902–1906: Clairières dans le ciel[1]
- 1905: Tristesses[2]
- 1906: Clairières dans le Ciel[2]
- 1906: L'Eglise habillée de feuilles[1]
- 1906: Le Triomphe de la vie
- 1908: Poèmes mesurés[1]
- 1908: Rayons de miel, Paris: Bibliothèque de l'Occident[1]
- 1911–1912: Les Géorgiques chrétiennes („Християнски георгики“), три тома.[1]
- 1913: Feuilles dans le vent[1]
- 1916: Cinq prières pour le temps de la guerre, Paris: Librairie de l'Art catholique[1]
- 1919: La Vierge et les sonnets, Paris: Mercure de France[1]
- 1921: Épitaphes, Paris: Librairie de l'Art catholic[1]
- 1921: Le Tombeau de Jean de la Fontaine, Paris: Mercure de France[1]
- 1922, 1923, 1924, 1925, Livres des quatrains[2]
- 1923: La Brebis égarée[1]
- 1923–1925 Les Quatrains, in four volumes[1]
- 1925: Brindilles pour rallumer la foi, Paris: Éditions Spes[1]
- 1926: Ma France poétique, Paris: Mercure de France[1]
- 1928: Diane[1]
- 1931: L'Arc-en-ciel des amours, Paris: Bloud et Gay[1]
- 1935: Alouette[2]
- 1935: De tout temps à jamais, Paris: Gallimard[1]
- 1936: Sources, Paris: Le Divan[1]
- 1943: Elégies et poésies diverses[1]
- 1946: La Grâce[1]

### Проза
- 1899: Clara d'Ellébeuse; ou, L'Histoire d'une ancienne jeune fille[1]
- 1901: Almaïde d'Etremont; ou, L'Histoire d'une jeune fille passionée[1]
- 1903: Le Roman du lièvre[1]
- 1904: Pomme d'Anis; ou, L'Histoire d'une jeune fille infirme[1]
- 1906: Pensée des jardins[1]
- 1910: Ma fille Bernadette[1]
- 1916: Le Rosaire au soleil, Paris: Mercure de France[1]
- 1918: Monsieur le Curé d'Ozeron[1]
- 1919: Une vierge, Paris: Édouard-Joseph[1]
- 1919: Le Noël de mes enfants, Paris: Édouard-Joseph[1]
- 1919: La Rose à Marie, Paris: Édouard-Joseph[1]
- 1920: Le Poète rustique, Paris: Mercure de France[1]
- 1921: Le Bon Dieu chez les enfants[1]
- 1921: De l'âge divin à l'âge ingrat, първият от трите тома на неговите мемоари, последван от L'Amour, les muses et la chasse, 1922 и Les Caprices du poète, 1923[1]
- 1921: Le Livre de saint Joseph, Paris: Plon-Nourrit[1]
- 1922: Le Poète et l'inspiration, Nîmes, France: Gomès[1]
- 1923: Cloches pour deux mariages, Paris: Mercure de France[1]
- 1925: Les Robinsons basques[1]
- 1926: Trente-six femmes, Paris: Mercure de France[1]
- 1926: Basses-Pyrénées, Paris: Émile-Paul[1]
- 1927: Lavigerie[1]
- 1928: Janot-poète[1]
- 1928: Les Nuits qui me chantent[1]
- 1928: La Divine Douleur[1]
- 1930: Champétreries et méditations[1]
- 1930: Leçons poétiques, Paris: Mercure de France[1]
- 1932: L'Antigyde; ou, Elie de Nacre[1]
- 1934: Le Crucifix du poète, Paris: M. deHartoy[1]
- 1936: Le Pèlerin de Lourdes, Paris: Gallimard[1]
- 1938: La Légende de l'aile; ou, Marie-Elisabeth[1]
- 1941: Saint Louis; ou, L'Esprit de la Croisade, Paris: F. Sorlot[1]

## За него
- Mallet R. Francis Jammes; sa vie, son œuvre (1868—1938). Paris: Mercure de France, 1961.
- Le rayonnement international de Francis Jammes: Colloque Francis Jammes, Orthez-Pau, 7-8 octobre 1993. Paris: J & D éditions; Biarritz: Association Francis Jammes, 1995.
- Demolin Cl. Francis Jammes: une initiation à la simplicité. Paris: Ed. du Cygne, 2008.